# Milan Jurčo
Milan Jurčo (* 14. září 1957, Liptovský Mikuláš, Československo) je bývalý československý reprezentant v cyklistice slovenské národnosti. Jeho syn Matej Jurčo se stal také cyklistou.
Má stříbrnou medaili z mistrovství světa v časovce družstev na 100 km z roku 1983 a bronzovou medaili z roku 1981. V časovce jednotlivců se stal čtyřikrát mistrem Československa. Po ukončení své amatérské kariéry, kterou završil v Interu, přestoupil k profesionálům. Stal se prvním československým cyklistou, který startoval na Tour de France. Za významné úspěch lze považovat i fakt, že se umístil na mistrovstvích světa profesionálů v bodovacích závodech ve Vídni v roce 1987 na 7. místě.

## Hlavní výsledky
1981
PRAHA Mistrovství světa, Časovka družstev 100 km, bronzová medaile
2. na Prologue Milk Race (GBR)
1984
Rheinland Pfalz Rundfahrt
1985
MONTELLO Mistrovství světa, Časovka družstev 100 km, stříborná medaile
1987
Tour de France 1987 Prolog Západní Berlín, 6,1 km ITT, 5. místo
1988
Giro d'Italia 1988 21 Vittorio Veneto, 43.00 km ITT, 3. místo
Tour de France 1988 21 Santenay-Santenay, 46 km ITT, 3. místo

### Výsledky na Grand Tours
| Grand Tour      | 1987 | 1988 |
| --------------- | ---- | ---- |
| Giro d'Italia   | 107  | —    |
| Tour de France  | DNF  | 139  |
| Vuelta a España | —    | —    |

| —   | Nezúčastnil se |
| DNF | Nedokončil     |